# Hypnum scabrisetum
Hypnum scabrisetum là một loài Rêu trong họ Hypnaceae. Loài này được Schwägr. mô tả khoa học đầu tiên năm 1830.